# Dante (nome)
Dante  è un nome proprio di persona italiano maschile.

## Varianti
- Alterati: Dantino[2]
- Femminili: Danta[2]
  - Alterati: Dantina[2][5]

### Varianti in altre lingue
- Inglese afro-americano: Donte[3]

## Origine e diffusione
Si tratta di una forma abbreviata del nome medievale Durante, tratto dall'identico aggettivo con il significato di "perseverante", "risoluto".
Già comune nel Duecento, specie in Toscana, si è poi affermato grazie alla fama del poeta Dante Alighieri (1265-1321), grazie al quale il nome si è diffuso anche fuori dal Bel Paese a partire dal XIX secolo. In Italia, negli anni 1970, si contavano del nome circa 73 000 occorrenze, sparse su tutto il territorio nazionale ma attestate con più frequenza in Abruzzo, Emilia-Romagna e Lombardia; è documentata anche una forma femminile "Danta", a cui però viene in genere preferito il diminutivo "Dantina" (50 occorrenze contro 500 nello stesso periodo già analizzato).

## Onomastico
Non esistono invece santi che abbiano portato il nome "Dante"; l'onomastico si può festeggiare lo stesso giorno di Durante, ossia il 23 gennaio in memoria di san Durando, vescovo di Liegi, oppure il 18 novembre in ricordo di san Durando, vescovo di Clermont. 
Alcuni lo festeggiano l'11 febbraio in memoria di un san Dantus, martire a Cartagine nel IV secolo, il cui nome (forse di origine illirica) non ha però nulla a che vedere con Dante.

## Persone

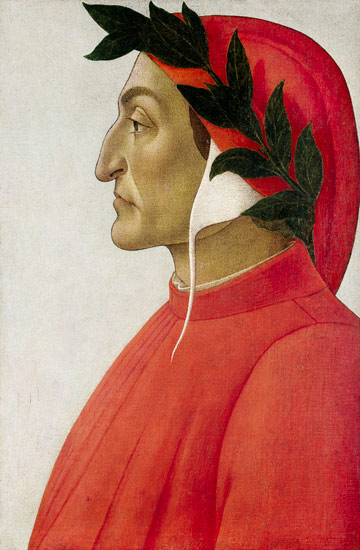
Dante Alighieri

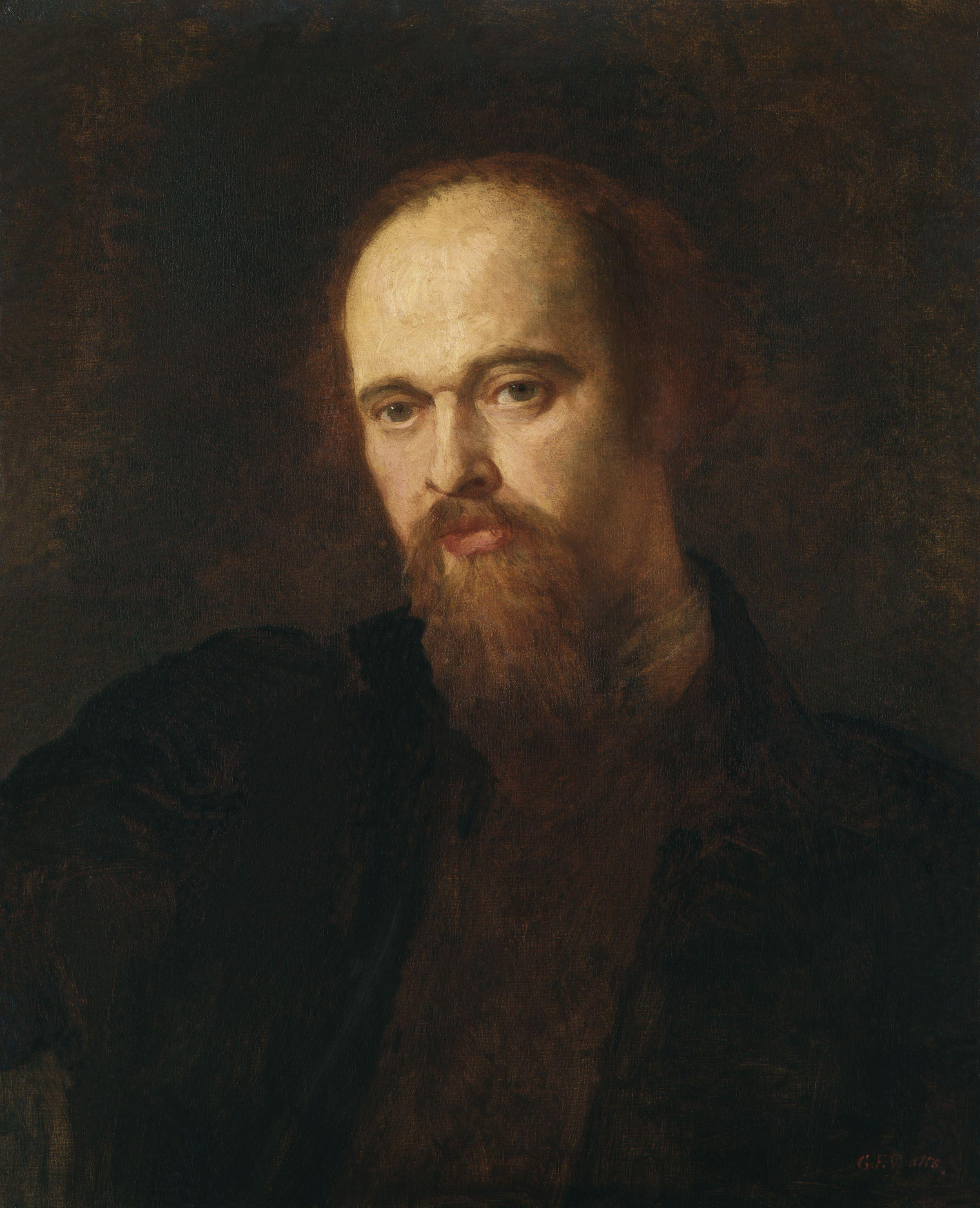
Dante Gabriel Rossetti

- Dante da Maiano, poeta e trovatore italiano
- Dante Alighieri, poeta, scrittore e politico italiano
- Dante Bernamonti, sindacalista e politico italiano
- Dante Livio Bianco, avvocato e partigiano italiano
- Dante Bonfim Costa Santos, calciatore brasiliano
- Dante Calabria, cestista e allenatore di pallacanestro statunitense naturalizzato italiano
- Dante Castellucci, partigiano italiano
- Dante Di Nanni, partigiano italiano
- Dante Ferretti, scenografo e costumista italiano
- Dante Fowler, giocatore di football americano statunitense
- Dante Giacosa, ingegnere e designer italiano
- Dante Gorreri, antifascista, partigiano e politico italiano
- Dante Lafranconi, vescovo cattolico italiano
- Dante Maggio, attore italiano
- Dante Micheli, calciatore e dirigente sportivo italiano
- Dante Gabriel Rossetti, pittore e poeta britannico
- Dante Sala, presbitero italiano

## Il nome nelle arti
- Dante è un personaggio dell'anime Fullmetal Alchemist.
- Dante è un personaggio della serie di videogiochi Devil May Cry.
- Dante Ceccarini è il protagonista del film del 1991 Johnny Stecchino, diretto e interpretato da Roberto Benigni.
- Dante Cruciani è un personaggio, interpretato da Totò, del film del 1958 I soliti ignoti diretto da Mario Monicelli.
- Dante Fontana è il protagonista del film del 1966 Fumo di Londra, diretto e interpretato da Alberto Sordi.
- Dante Vale è uno dei protagonisti della serie animata Huntik.